# Hylands House

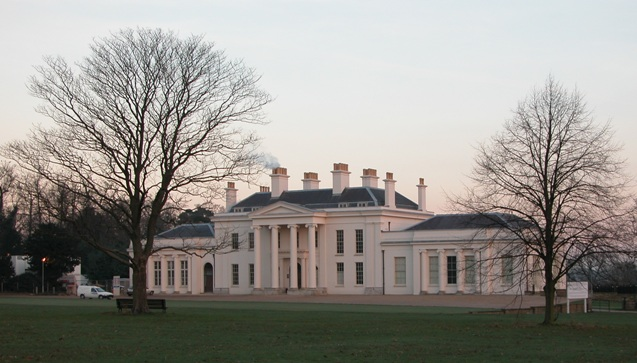
Fachada de Hylands House.

Hylands House é um palácio rural, rodeado por um parque com 232 hectares (574 acres), localizado no Essex, Sul da Inglaterra. Actualmente, é propriedade do Conselho Municipal de Chelmsford. O parque está, geralmente, aberto ao público, excepto quando é usado para eventos especiais, como por exemplo o V Festival. O edifício sofreu obras de restauro que terminaram em 2007.

## História
Hylands House foi construído em 1730, por Sir John Comyns; o edifício original era uma mansão em tijolo encarnado ao estilo Rainha Ana, difícil de imaginar actualmente. 
Em 1797, Cornelius Kortright comprou Hylands House e empregou o bem conhecido jardineiro paisagista Humphry Repton, que começou a modernizar e ampliar a propriedade. Adicionou as alas Este e Oeste, um pórtico colunado, e cobriu todo o edifício com estuque branco. De qualquer forma, apesar do charme de Hylands e do Condado de Essex, Kortright não viu o desenho de Repton concluído.

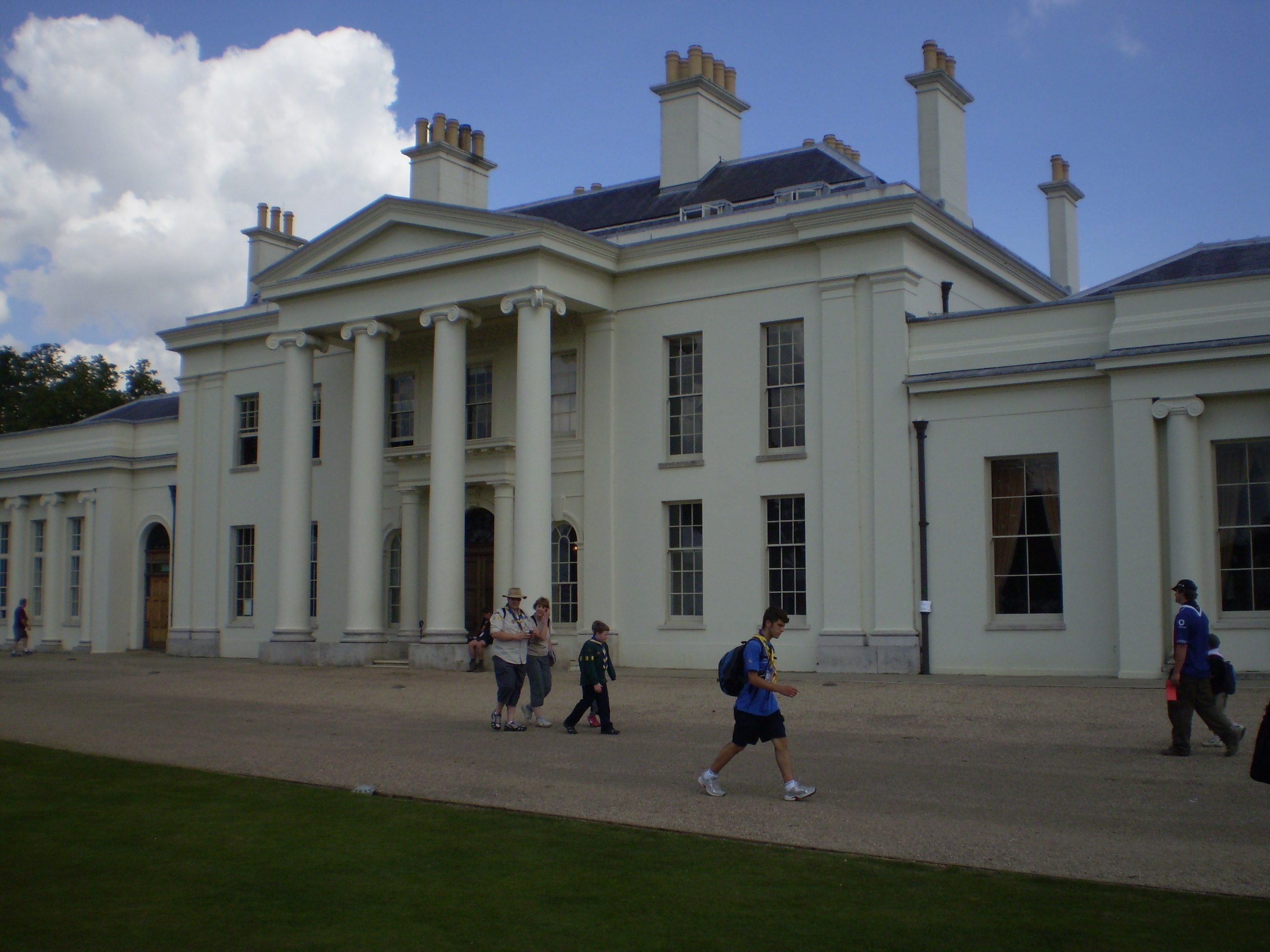
Entrada de Hylands House.

Foi Pierre Labouchere, proprietário entre 1814 e 1839, que completou o desenho de Repton para Hylands House, o qual produziu o edifício em estilo neo-clássico que se vê actualmente.
Em 1839, John Attwood comprou Hylands House. Foi este proprietário que alterou grandemente o edifício, fazendo dele o palácio rural de três andares que sobreviveu até 1977.
O proprietário Arthur Pryor deixou a sua marca na comunidade local durante a sua época em Hylands House e, durante a posse de Sir Daniel e Lady Mary Gooch, numerosos convidados bem conhecidos foram recebidos em Hylands.
Em 1922 a propriedade foi comprada pelos seus últimos donos privados, Mr. John e Mrs Christine Hanbury. Infelizmente, Mr. Hanbury faleceu antes de se mudar para o palácio, mas Christine Hanbury e o seu filho Jock continuaram a viver em Hylands House mesmo durante a Segunda Guerra Mundial, quando o palácio foi usado como quartel-general do SAS. Jock era um piloto da RAF e foi tristemente abatido durante os confrontos. Mrs Hanbury continuou a viver em Hylands House até à sua morte em 1962.

## Cultura pop
- Hylands House serviu como cenário da Casa Branca, no filme Chasing Liberty, de 2004.
- Os campos do parque de Hylands têm sido usados, desde 1996, como um dos locais do V Festival, um festival anual, com dupla localização, patrocinado pelo Grupo Virgin, ficando a outra localização no Weston Park, em Wolverhampton, Staffordshire.
- O 2º European Scout Jamboree foi realizado no parque de Hylands entre 29 de Julho e 10 de Agosto de 2005.
- O 21º World Scout Jamboree realizou-se no parque de Hylands entre 27 de Julho e 8 de Agosto de 2007.